# Neoregelia punctatissima
Neoregelia punctatissima är en gräsväxtart som först beskrevs av Augusto Ruschi, och fick sitt nu gällande namn av Augusto Ruschi. Neoregelia punctatissima ingår i släktet Neoregelia och familjen Bromeliaceae. Inga underarter finns listade i Catalogue of Life.